# Deens voetbalelftal in 2008
Het Deens voetbalelftal speelde negen officiële interlands in het jaar 2008, waaronder drie duels in de kwalificatiereeks voor het WK voetbal 2010 in Zuid-Afrika. De selectie stond onder leiding van de medio 2000 aangetreden oud-international Morten Olsen. Op de in 1993 geïntroduceerde FIFA-wereldranglijst zakte Denemarken in 2008 van de 31ste (januari 2008) naar de 37ste plaats (december 2008).

## Balans
| Wedstrijden | Wedstrijden | Wedstrijden | Wedstrijden | Doelpunten | Doelpunten | Doelpunten | Punten |
| Gespeeld    | Winst       | Gelijk      | Verlies     | Voor       | Tegen      | Saldo      | Punten |
| ----------- | ----------- | ----------- | ----------- | ---------- | ---------- | ---------- | ------ |
| 9           | 3           | 4           | 2           | 11         | 10         | +1         | 1.111  |

## Interlands
|                                                                 |                        |       |                                                   |                                                                                       |
| 6 februari Vriendschappelijk № 728 «onderlinge duels» 20:00 uur | Slovenië               | 1 – 2 | Denemarken                                        | Športni Park, Nova Gorica Toeschouwers: 1.500 Scheidsrechter: Thorsten Kinhöfer (GER) |
| 6 februari Vriendschappelijk № 728 «onderlinge duels» 20:00 uur | Milivoje Novakovič 38' |       | 31' (pen.) Jon Dahl Tomasson 63' Nicklas Bendtner | Športni Park, Nova Gorica Toeschouwers: 1.500 Scheidsrechter: Thorsten Kinhöfer (GER) |

|                                                     |                      |       |                |                                                                               |
| 26 maart Vriendschappelijk № 729 «onderlinge duels» | Denemarken           | 1 – 1 | Tsjechië       | SAS Arena, Herning Toeschouwers: 10.456 Scheidsrechter: Tomasz Mikulski (POL) |
| 26 maart Vriendschappelijk № 729 «onderlinge duels» | Nicklas Bendtner 25' |       | 42' Jan Koller | SAS Arena, Herning Toeschouwers: 10.456 Scheidsrechter: Tomasz Mikulski (POL) |

|                                                   |                         |       |                       |                                                                                    |
| 29 mei Vriendschappelijk № 730 «onderlinge duels» | Nederland               | 1 – 1 | Denemarken            | Philips Stadion, Eindhoven Toeschouwers: 34.000 Scheidsrechter: Tony Chapron (FRA) |
| 29 mei Vriendschappelijk № 730 «onderlinge duels» | Ruud van Nistelrooy 29' |       | 55' Christian Poulsen | Philips Stadion, Eindhoven Toeschouwers: 34.000 Scheidsrechter: Tony Chapron (FRA) |

|                                                             |                     |       |                     |                                                                                  |
| 1 juni Vriendschappelijk № 731 «onderlinge duels» 16:00 uur | Polen               | 1 – 1 | Denemarken          | Stadion Śląski, Chorzów Toeschouwers: 40.000 Scheidsrechter: Philippe Kalt (FRA) |
| 1 juni Vriendschappelijk № 731 «onderlinge duels» 16:00 uur | Jacek Krzynówek 43' |       | 28' Martin Vingaard | Stadion Śląski, Chorzów Toeschouwers: 40.000 Scheidsrechter: Philippe Kalt (FRA) |

|                                                        |            |                                                    |        |                                                                              |
| 20 augustus Vriendschappelijk № 732 «onderlinge duels» | Denemarken | 0 – 3                                              | Spanje | Parken, Kopenhagen Toeschouwers: 26.155 Scheidsrechter: Martin Hansson (SWE) |
| 20 augustus Vriendschappelijk № 732 «onderlinge duels» |            | 49' Xabi Alonso 73' Xavi Hernández 90' Xabi Alonso |        | Parken, Kopenhagen Toeschouwers: 26.155 Scheidsrechter: Martin Hansson (SWE) |

|                                                      |           |       |            |                                                                                         |
| 6 september WK-kwalificatie № 733 «onderlinge duels» | Hongarije | 0 – 0 | Denemarken | Ferenc Puskás Stadion, Boedapest Toeschouwers: 18.984 Scheidsrechter: Alain Hamer (LUX) |
| 6 september WK-kwalificatie № 733 «onderlinge duels» |           |       |            | Ferenc Puskás Stadion, Boedapest Toeschouwers: 18.984 Scheidsrechter: Alain Hamer (LUX) |

|                                                       |                          |       |                                                                |                                                                                        |
| 10 september WK-kwalificatie № 734 «onderlinge duels» | Portugal                 | 2 – 3 | Denemarken                                                     | Estádio José Alvalade, Lissabon Toeschouwers: 33.505 Scheidsrechter: Howard Webb (ENG) |
| 10 september WK-kwalificatie № 734 «onderlinge duels» | Nani 41' Deco 85' (pen.) |       | 84' Nicklas Bendtner 90' Christian Poulsen 90+2' Daniel Jensen | Estádio José Alvalade, Lissabon Toeschouwers: 33.505 Scheidsrechter: Howard Webb (ENG) |

|                                                               |                                                           |       |       |                                                                                 |
| 11 oktober WK-kwalificatie № 735 «onderlinge duels» 20:00 uur | Denemarken                                                | 3 – 0 | Malta | Parken, Kopenhagen Toeschouwers: 33.124 Scheidsrechter: Levan Paniashvili (GEO) |
| 11 oktober WK-kwalificatie № 735 «onderlinge duels» 20:00 uur | Søren Larsen 10' Daniel Agger 29' (pen.) Søren Larsen 46' |       |       | Parken, Kopenhagen Toeschouwers: 33.124 Scheidsrechter: Levan Paniashvili (GEO) |

|                                                                  |            |                   |       |                                                                                    |
| 19 november Vriendschappelijk № 736 «onderlinge duels» 19:15 uur | Denemarken | 0 – 1             | Wales | Brøndby Stadion, Brøndby Toeschouwers: 10.271 Scheidsrechter: Michael Weiner (GER) |
| 19 november Vriendschappelijk № 736 «onderlinge duels» 19:15 uur |            | 77' Craig Bellamy |       | Brøndby Stadion, Brøndby Toeschouwers: 10.271 Scheidsrechter: Michael Weiner (GER) |

## FIFA-wereldranglijst
| JAN | FEB | MAR | APR | MEI | JUN | JUL | AUG | SEP | OKT | NOV | DEC |
| --- | --- | --- | --- | --- | --- | --- | --- | --- | --- | --- | --- |
| 31  | 33  | 33  | 33  | 33  | 33  | 36  | 36  | 36  | 31  | 34  | 37  |

## Statistieken
| Thomas Sørensen       | 1976-06-12 | Stoke City       | 6 | 0 | 0 | 76 | 0 |
| Stephan Andersen      | 1981-11-26 | Brøndby IF       | 2 | 0 | 0 |    |   |
| Jesper Christiansen   | 1978-04-24 | FC Kopenhagen    | 1 | 0 | 0 | 9  | 0 |
| Verdediging           |            |                  |   |   |   |    |   |
| Daniel Agger          | 1984-12-12 | Liverpool        | 5 | 0 | 1 |    |   |
| Lars Jacobsen         | 1979-09-20 | Everton          | 5 | 0 | 0 |    |   |
| Martin Laursen        | 1977-07-26 | Aston Villa      | 5 | 0 | 0 |    |   |
| Per Krøldrup          | 1979-07-31 | AC Fiorentina    | 4 | 1 | 0 |    |   |
| Thomas Rasmussen      | 1977-04-16 | Brøndby IF       | 3 | 3 | 0 |    |   |
| Kasper Bøgelund       | 1980-10-08 | Aalborg BK       | 2 | 0 | 0 |    |   |
| Ulrik Laursen         | 1976-02-28 | FC Kopenhagen    | 2 | 0 | 0 |    |   |
| Anders M. Christensen | 1977-07-26 | Odense BK        | 1 | 1 | 0 |    |   |
| Chris Sørensen        | 1977-07-25 | Odense BK        | 1 | 0 | 0 |    |   |
| Niclas Jensen         | 1974-08-17 | FC Kopenhagen    | 0 | 1 | 0 |    |   |
| Mathias Jørgensen     | 1990-04-23 | FC Kopenhagen    | 0 | 1 | 0 |    |   |
| Patrick Mtiliga       | 1981-01-28 | NAC Breda        | 0 | 1 | 0 |    |   |
| Anders Randrup        | 1988-07-16 | Brøndby IF       | 0 | 1 | 0 |    |   |
| Middenveld            |            |                  |   |   |   |    |   |
| Christian Poulsen     | 1980-02-28 | Juventus         | 8 | 0 | 2 |    |   |
| Daniel Jensen         | 1979-06-25 | Werder Bremen    | 5 | 0 | 1 |    |   |
| William Kvist         | 1985-02-24 | FC Kopenhagen    | 3 | 1 | 0 | 9  | 0 |
| Martin Jørgensen      | 1975-10-06 | AC Fiorentina    | 3 | 0 | 0 |    |   |
| Leon Andreasen        | 1983-04-23 | Hannover 96      | 2 | 2 | 0 |    |   |
| Thomas Kristensen     | 1983-04-17 | FC Kopenhagen    | 2 | 2 | 0 |    |   |
| Thomas Kahlenberg     | 1983-03-20 | AJ Auxerre       | 2 | 0 | 0 |    |   |
| Martin Retov          | 1980-05-05 | Hansa Rostock    | 1 | 4 | 0 |    |   |
| Christopher Poulsen   | 1981-09-11 | FC Midtjylland   | 1 | 1 | 0 |    |   |
| Michael Silberbauer   | 1981-07-07 | FC Utrecht       | 1 | 1 | 0 |    |   |
| Hjalte Bo Nørregaard  | 1981-04-08 | FC Kopenhagen    | 1 | 0 | 0 |    |   |
| Mikkel Thygesen       | 1984-10-22 | FC Midtjylland   | 0 | 2 | 0 |    |   |
| Thomas Augustinussen  | 1981-03-20 | Aalborg BK       | 0 | 1 | 0 |    |   |
| Niki Zimling          | 1985-04-19 | Udinese          | 0 | 1 | 0 |    |   |
| Aanval                |            |                  |   |   |   |    |   |
| Dennis Rommedahl      | 1978-07-22 | NEC Nijmegen     | 9 | 0 | 0 |    |   |
| Nicklas Bendtner      | 1988-01-16 | Arsenal          | 8 | 0 | 3 |    |   |
| Jon Dahl Tomasson     | 1976-08-29 | Feyenoord        | 5 | 1 | 1 |    |   |
| Martin Vingaard       | 1985-03-20 | FC Kopenhagen    | 3 | 2 | 1 | 5  | 1 |
| Morten Nordstrand     | 1983-06-08 | FC Kopenhagen    | 3 | 0 | 0 | 9  | 3 |
| Kenneth Pérez         | 1974-08-29 | FC Twente        | 1 | 3 | 0 |    |   |
| Søren Larsen          | 1981-09-06 | Toulouse FC      | 1 | 1 | 2 |    |   |
| Mikkel Beckmann       | 1983-10-24 | Randers FC       | 1 | 1 | 0 |    |   |
| Michael Krohn-Dehli   | 1983-06-06 | Brøndby IF       | 1 | 1 | 0 |    |   |
| Peter Løvenkrands     | 1980-01-29 | Newcastle United | 1 | 0 | 0 |    |   |
| Jonas Borring         | 1985-01-04 | FC Midtjylland   | 0 | 3 | 0 |    |   |
| Martin Bernburg       | 1985-12-23 | FC Nordsjælland  | 0 | 1 | 0 | 1  | 0 |
| Marc Nygaard          | 1976-09-01 | Randers FC       | 0 | 1 | 0 |    |   |
| Morten Rasmussen      | 1985-01-31 | Brøndby IF       | 0 | 1 | 0 |    |   |
| Dennis Sørensen       | 1981-05-24 | Energie Cottbus  | 0 | 1 | 0 | 5  | 0 |